# Nostalgia za PRL-em

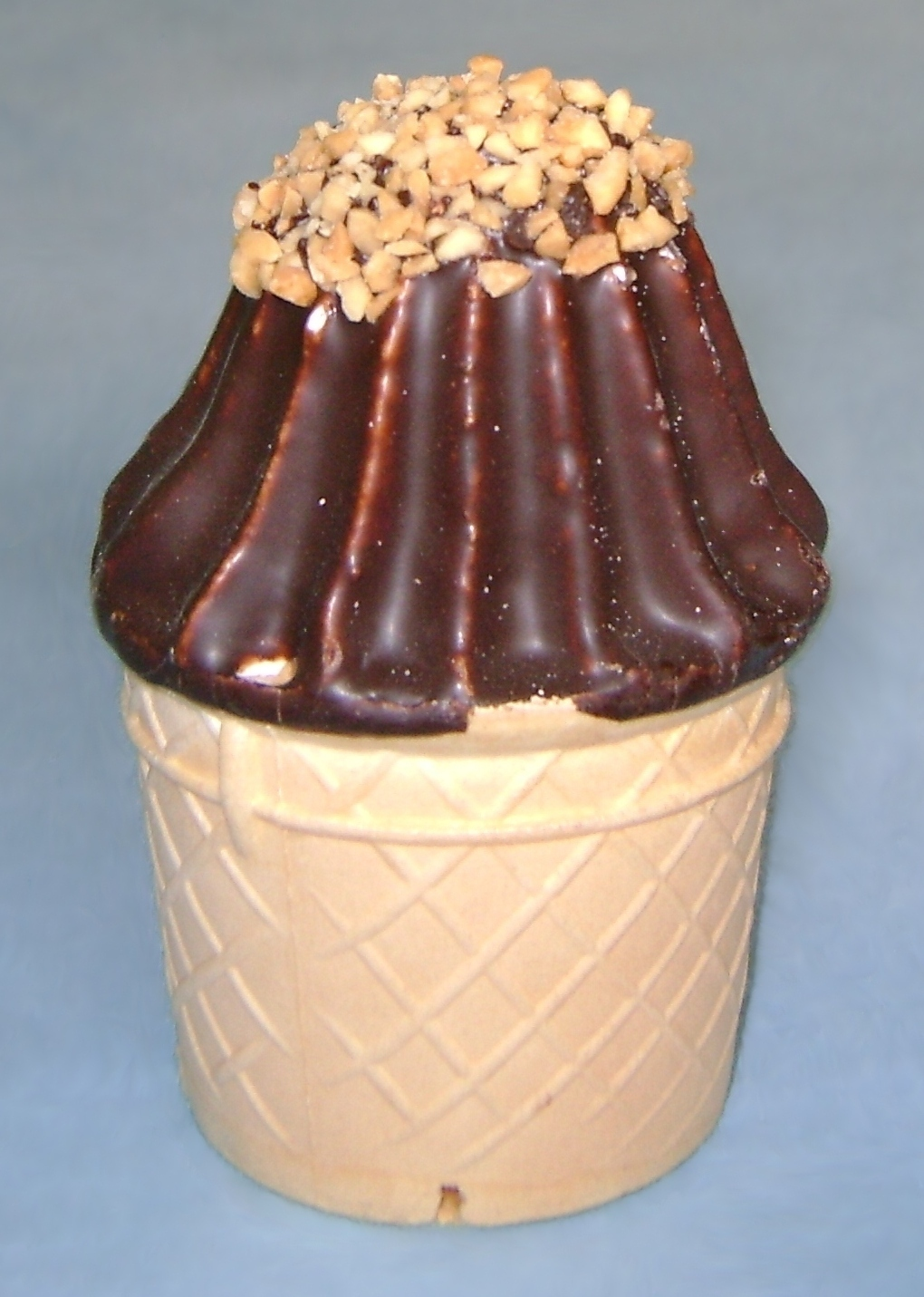
Przykład ciepłych lodów wytwarzanych współcześnie

Nostalgia za PRL-em (także, nostalgia za komunizmem, nostalgia za socjalizmem, tęsknota za PRL-em) – zjawisko społeczne nostalgii za epoką PRL-u (Polskiej Rzeczypospolitej Ludowej), niezależnie od tego, czy chodzi o jej politykę, społeczeństwo, kulturę, czy estetykę.
Podobnie jak w przypadku innych przejawów nostalgii za komunizmem (zobacz nostalgia za Związkiem Radzieckim, Nostalgia za NRD), dwa główne czynniki nostalgii za PRL-em występujące wśród pamiętających te czasy to niezadowolenie z teraźniejszości i pamięć o szczęśliwej przeszłości.
Zjawisko zostało komercyjnie wykorzystane przez firmy wznawiające produkcję produktów i marek z czasów PRL-u, takich jak ciepłe lody, Polo-Cockta, motocykle Junak czy płyny do mycia naczyń Ludwik.